# مدفونة (طبق تونسي)

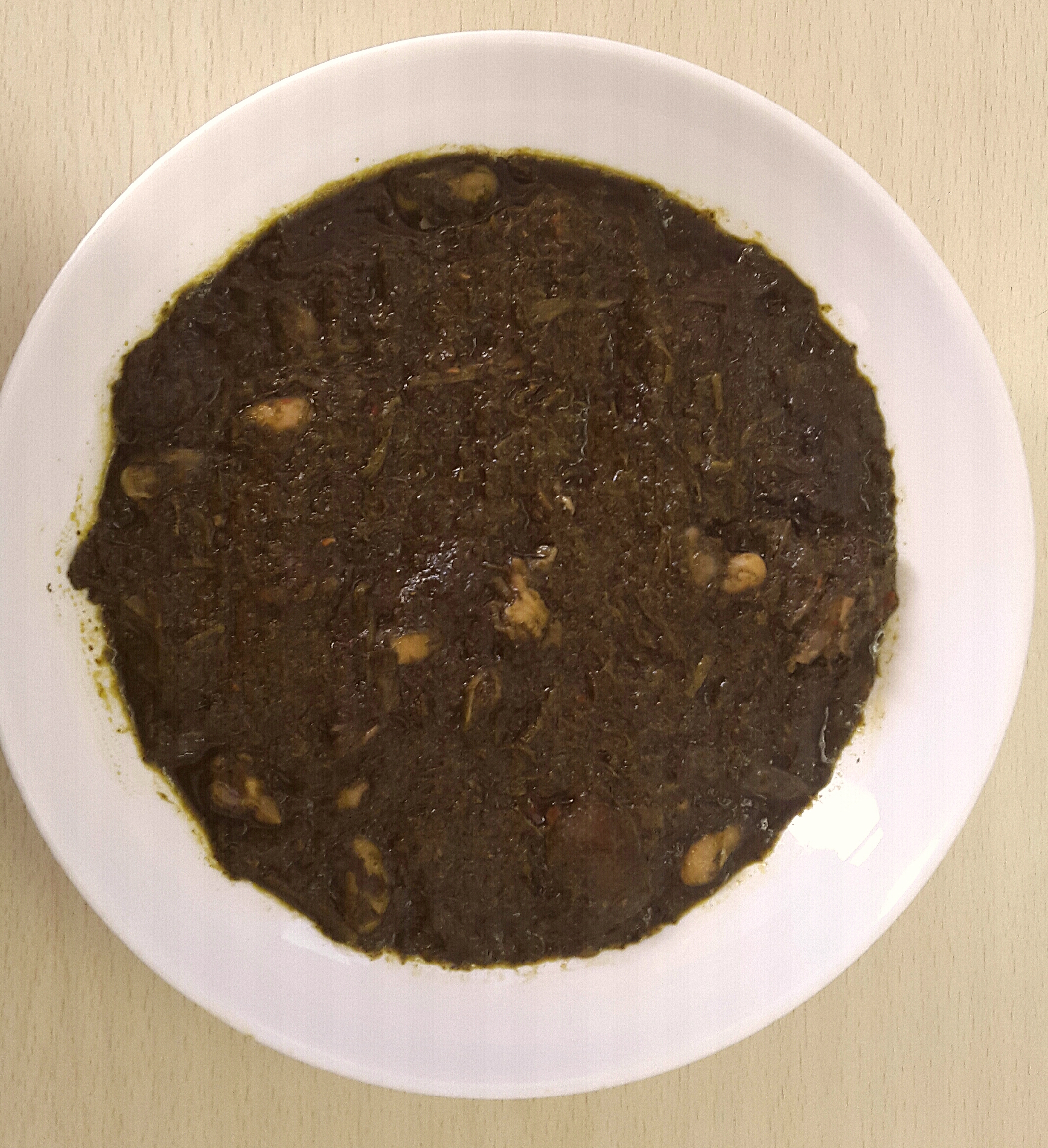
مدفونة

مدفونة هي أكلة تونسيّة من اختصاص أهالي العاصمة التّونسيّة و تتكوّن أساسا من الهرقمة، لحم البقر، السلق، اللوبياء و بعض التوابل الموروثة عن يهود إيطاليا.